# Ju-on: The Grudge 2
Série
Ju-on: The Grudge
(2002)
Pour plus de détails, voir Fiche technique et Distribution.
Ju-on: The Grudge 2 (呪怨2, Juon 2) est un film d'horreur japonais réalisé par Takashi Shimizu, sorti en 2003.

## Synopsis
Le film s'ouvre sur un texte écrit sur fond blanc : "La malédiction de celui qui meurt en proie à une puissante colère se manifeste dans les endroits où ce dernier a vécu. Ceux qui y sont confrontés meurent et la malédiction se perpétue."
Scène d'introduction : Kyoko Harase, actrice spécialisée dans le cinéma d'horreur, et son fiancé, Masashi Ishikura, sont victimes d'un accident de voiture à la suite de l'apparition de Toshio. Masashi, gravement blessé, tombe dans le coma et Kyoko, qui était enceinte, fait une fausse couche.
Kyoko : Kyoko est à l'hôpital, près de son mari plongé dans le coma, lorsqu'elle est témoin d'une apparition : Toshio se précipite vers elle et pose la main sur son ventre avant de disparaître. Plus tard, on retrouve Kyoko sur le tournage d'un film d'horreur. L'une des figurantes, Chiharu, pousse un cri -non prévu dans le script-, avant de s'évanouir à la vue de Kyoko. Peu de temps après, un médecin déclare à Kyoko qu'elle est mystérieusement enceinte. De retour chez elle, Kyoko est confrontée aux multiples apparitions du fantôme de Toshio, ce qui conduit à la mort de sa mère.
Tomoka : Dans ce chapitre, on présente les membres d'une équipe de tournage sur le point de réaliser une émission spéciale sur le surnaturel dans la maison maudite des Saeki (la même maison que dans Ju-on: The Grudge). On découvre, entre autres, Keisuke Okuni, le réalisateur, Tomoka Miura, qui joue le rôle de la présentatrice et Megumi Obayashi, une coiffeuse. Kyoko, actrice reconnue pour ses rôles dans le cinéma d'horreur (ce qui lui a valu le surnom de reine de l'horreur) est l'invitée spéciale de l'émission.
Tomoka rédige son interview lorsqu'elle entend un bruit étrange semblable à des coups donnés dans le mur de son appartement. Sa tasse se renverse de manière inexpliquée. Le phénomène se répète à l'identique le lendemain à la même heure (0h27) en présence de Nori, son petit ami. Le dernier soir, en rentrant de son travail, Nori est confronté à Kayako. Revenant du tournage, Tomoka découvre la scène avec effroi : le cadavre de son petit ami, au regard glaçant, pendu au plafond par les cheveux de Kayako, se balance, poussé par Toshio, provoquant les coups dans le mur et renversant la tasse. Kayako déploie ses cheveux préhensiles autour du cou de Tomoka et la pend à son tour. Il est 0h27.
Megumi : On retrouve l'équipe de tournage au complet dans la maison maudite des Saeki. Megumi découvre une étrange tache sombre dans l'une des pièces. En plein milieu du tournage, l'ingénieur du son entend un bruit étrange provenant du micro de Kyoko. Pendant la pause déjeuner, Megumi offre un porte-bonheur pour l'accouchement à Kyoko, ayant deviné instinctivement qu'elle était enceinte. Avant de quitter la maison, Megumi aperçoit une silhouette effrayante à l'endroit de la tache. De retour au studio, les spectres de Kayako et Toshio font leur apparition dans les rushs de Keisuke. Megumi, elle, découvre avec stupeur une tache sombre identique dans sa loge. L'une des perruques, envoûtée par la malédiction, se met alors à ramper jusqu'à la tache. Le spectre ensanglanté de Kayako prend ainsi forme avant de s'en prendre à Megumi.
Keisuke : Kyoko est à l'hôpital en compagnie de son mari, toujours dans le coma. Son porte-bonheur tombe par terre ; lorsqu'elle se baisse pour le ramasser, Masashi attrape violemment son bras. Kyoko se demande alors si elle doit garder l'enfant. L'évocation de l'enfant provoque des spasmes chez Masashi. Ensuite, Keisuke annonce à Kyoko la mort de Tomoka, ainsi que la disparition de Megumi, du cadreur et de l'ingénieur du son. Keisuke ramène Kyoko chez elle quand ils surprennent Megumi. Megumi apparaît brusquement nez à nez avec Keisuke puis se volatilise, laissant derrière elle le journal intime de Kayako ainsi qu'une tache noire sur le sol. Plus tard, la photocopieuse de Keisuke se met en marche toute seule et imprime une série de feuilles ou l'on distingue de plus en plus nettement le visage de Kayako. Kyoko est en train de dormir lorsque le spectre terrifiant de Megumi surgit hors de la tache dans une gestuelle sinistre. Megumi approche alors une main ensanglantée en direction de Kyoko, mais le fantôme bienveillant de sa mère apparaît et la réveille de justesse. Le jour suivant, Kyoko décide de retourner dans la maison hantée. Elle y fait une expérience étrange : elle voit Chiharu, enfermée dans la maison, tenter en vain d'ouvrir la porte d'entrée. Chiharu crie après son amie, Hiromi, qui se trouve de l'autre côté de la porte, quand soudain apparaît Kayako dans les escaliers. Kyoko s'évanouit.
Chiharu : Ce chapitre débute sur un plan aérien fantomatique survolant les rues de Nerima avant d'arriver dans la maison des Saeki. On y retrouve Chiharu, visitant la maison tandis que du mouvement se fait entendre dans les combles. Elle fuit et se réveille en sueur dans sa chambre. Sur le chemin de l'école, son amie Hiromi lui propose de faire de la figuration avec elle, idée proposée par son cousin qui travaille dans le cinéma. Chiharu est alors à nouveau victime d'une vision où elle se retrouve enfermée dans la maison, avec Kayako qui descend l'escalier derrière elle. Chirahu se réveille dans un minibus, au moment de passer au tournage de la scène dans laquelle elle figure. La scène en question est la même que celle présentée dans le premier chapitre mais cette fois narrée du point de vue de Chiharu. Elle pousse un cri à la vue du fantôme de Toshio qui a une main posée sur le ventre de Kyoko. Chiharu est à nouveau propulsée dans la maison des Saeki, piégée et en proie à Kayako qui descend les escaliers. La porte s'entrouvre et Chiharu arrache le collier en forme de cœur d'Hiromi. Chiharu se réveille, pour la seconde fois, dans le minibus avant le tournage de sa scène, avec le collier d'Hiromi en main. Déboussolée, elle se réfugie dans une toilette, mais est terrifiée quand elle voit que Kayako l'a suivie. Chiharu s'enfuit, heurte un petit garçon et en se relevant, voit son propre corps inanimé accompagné de Toshio. Chiharu est à nouveau projettée en rêve, coincée derrière la porte de la maison, quand Kayako l'entraîne avec elle pour de bon. La porte se referme brusquement.
Kayako : Keisuke arrive devant la maison hantée au moment où la porte se ferme brusquement ; il voit Hiromi s'enfuir. Il pénètre dans la maison et découvre Kyoko inconsciente. Puis, Kyoko est emmenée à l'hôpital car elle est sur le point d'accoucher. Pendant ce temps, Masashi est pris de spasmes. Les cris du bébé retentissent et la panique gagne le personnel de la salle. Toshio surgit devant Kyoko et crie "Maman, maman, maman...". Keisuke entre dans la salle et assiste, horrifié, à la naissance de Kayako. Keisuke est alors victime de Kayako. Kyoko se relève et prend son bébé dans les bras. Quelques années plus tard, on retrouve Kyoko en ville avec son enfant : une petite fille aux cheveux longs qui porte sur elle le journal intime de Kayako. Arrivées sur une passerelle qui enjambe une ligne de chemin de fer, la petite fille pousse sa mère dans les escaliers. Elle jette alors un dernier regard sur Kyoko, qui rend son dernier souffle, avant de partir seule avec son journal.

## Fiche technique
- Titre original : 呪怨 2 (Juon 2)
- Titre français : Ju-on: The Grudge 2
- Réalisation : Takashi Shimizu
- Scénario : Takashi Shimizu

- Musique Shiro Sato
- Montage : Tokusho Kikumura
- Production : Taka Ichise
- Sociétés de production : Pioneer LDC, Nikkatsu, Oz Company, Xanadeux Company

- Pays d’origine : Japon
- Langue originale : japonais
- Format : couleur — 35mm — 1,85:1 — son Dolby Digital / DTS - Stereo
- Genre : horreur
- Durée : 93 minutes
- Sortie DVD : 1er novembre 2007 en France
- Interdit aux moins de 12 ans en France

## Distribution
- Noriko Sakai (VF : Anne Plumet) : Kyoko Harase
- Ayumu Saito : Masashi Ishikura
- Kaoru Mizuki : Aki Harase
- Chiharu Niiyama (VF : Alexandra Garijo) : Tomoka Miura
- Kei Horie (VF : Pascal Nowak) : Noritaka Yamashita
- Yui Ichikawa (VF : Kelly Marot) : Chiharu
- Erika Kuroishi : Hiromi
- Shingo Katsurayama (VF : Alexis Victor) : Keisuke Okuni
- Emi Yamamoto (VF : Karine Foviau) : Megumi Ôbayashi
- Takako Fuji : Kayako Saeki
- Yūya Ozeki : Toshio Saeki